# Pierre Garmendia
Pour les articles homonymes, voir Garmendia.
Pierre Garmendia, né le 9 juin 1924 à Bordeaux (Gironde) et mort le 5 février 2016 dans la même ville, est un homme politique français.

## Biographie

### Origine et jeunesse
Fils d'immigrés basques-espagnols des années vingt, Pierre Garmendia nait à Bordeaux-Bastide en 1924. Ses parents sont originaires de la province d'Alava, une des trois provinces de la communauté autonome du Pays basque, dans le nord de l’Espagne. Son père Vincent Garmendia Urkiola (?-1979), ancien agriculteur d'Urrunaga, immigre en France en 1920 pour trouver du travail. Il est manœuvre dans des carrières de pierres des Hautes-Pyrénées, puis travaille dans les champs à Castillon-la-Bataille en Gironde, et enfin comme docker au port de Bordeaux. Il fait venir sa future épouse, Trinidad (?-1992) originaire de Vitoria, et se marie avec elle en avril 1923 à Bordeaux.
Pierre Garmendia fréquente le lycée Montaigne de Bordeaux jusqu'à sa fermeture en 1943 à cause de l'Occupation. Cette même année, à l'âge de 18 ans, il entre dans l'entreprise de son oncle négociant en vins, et plus tard, en 1968, devient cadre administratif de sociétés d'installation de chauffage urbain. Alors qu'éclate le conflit mondial de 1939, Pierre Garmendia s'engage dans des activités de patronage laïque à destination sociale et sportive dans son quartier de La Bastide. En 1962 il participe à la création de l'Union Sportive Cenon Rive Droite (USCRD) aux côtés du maire René Cassagne. Avec le docteur Jean-Paul Delpech, passionné de rugby et de tauromachie, ils créent le club de rugby de l'USCRD. Il se lie d'amitié avec René Bonnac (1921-2008), également négociant en vin, et militant socialiste, qu'il accompagne aux réunions politiques organisées par les socialistes à Cenon.

### Début politique à Cenon
En 1943, à 19 ans, Pierre Garmendia entre aux Jeunesses socialistes clandestines de la SFIO, puis fin 1944, réintègre le SFIO, devenant à partir de 1945 secrétaire fédéral adjoint de la Gironde. René Bonnac devient conseiller municipal de Cenon en 1948, René Cassagne en étant le maire à partir de cette même date. René Cassagne repère Pierre Garmendia et lui propose de l'inscrire sur sa liste pour les élections municipales de 1965. Il est ainsi élu au conseil municipal de Cenon. Trois années après, 1968 est le véritable tournant de sa carrière, due à la disparition prématurée de René Cassagne, député-maire de Cenon. René Bonnac est élu maire, et Philippe Madrelle devient député de la 4e circonscription de la Gironde sans suppléant. En 1969, à la suite du décès de Pierre Paigne, Pierre Garmendia accède au poste d'adjoint au maire chargé des sports. Aux élections municipales de 1977, il est premier adjoint de René Bonnac, et ce jusqu'en 1989.

### La députation
En 1973 à l'occasion des législatives, il est choisi comme suppléant de Philippe Madrelle, député depuis la mort de René Cassagne en novembre 1968. Il le reste jusqu'en 1980. Cette période, 1973-1980, est marquée par une forte désindustrialisation de la Rive Droite de la Garonne, nécessitant autant de dossiers économiques et sociaux à traiter pour le député et son suppléant. Par la suite, le tandem Garmendia-Madrelle se révélera très efficace.
En 1974, il prend les fonctions de secrétaire à la propagande à la Fédération socialiste de Gironde, Michel Sainte-Marie étant le premier secrétaire fédéral. Puis en 1979, il accède au poste de secrétaire administratif de cette fédération, mais avec Marc Boeuf comme premier secrétaire.
Madrelle choisit de devenir sénateur en septembre 1980. Il tente de remplacer son suppléant par Henri Houdebert, professeur agrégé et maire socialiste d'Ambarès. Pierre Garmendia parvient à s'imposer comme candidat et est élu à l'Assemblée nationale lors de législatives partielles, seul candidat restant au second tour, et prend Houdebert comme suppléant,. À l'Assemblée il siège à la commission de la Défense nationale et des Forces armées, et à partir de 1983 à la commission des Affaires étrangères, ce qui lui permet d'effectuer de nombreuses missions parlementaires « destinées à expliquer la politique de la France » à l'étranger (en Uruguay, Argentine, Chili, Mexique, Brésil, Japon, Chine, Thaïlande, Gabon, Cameroun, Burkina Faso, Tahiti, Etats-Unis, Espagne...).
Aux élections législatives de 1981, il est réélu et prend Jean-Pierre Soubies, maire de Tresses, comme suppléant. En 1982, suivant les directive du Premier ministre socialiste, Pierre Mauroy, il crée une des premières Missions locales pour l'emploi des jeunes à Cenon, élargie rapidement aux 46 communes de la 4e circonscription de l'époque. Accompagnant Philippe Madrelle, il est reçu par le président Mitterrand dans sa maison de vacances de Latche. Il se révèle proche de François Mitterrand et, après sa mort en 1996, de son héritier Laurent Fabius. Par la suite, il est réélu député de cette circonscription quatre fois de suite jusqu'en 1997, date à laquelle il ne se représente pas. À la débâcle des socialistes lors des législatives de 1993, il est avec Pierre Ducout, l'un des deux députés restants de Gironde, contre huit auparavant, en 1988, à la réélection de Mitterrand. En 1995, pour célébrer ses 15 ans de mandats parlementaires, une fête est organisée à Tresses, en présence de certains dirigeants nationaux du Parti socialiste, dont Laurent Fabius, alors président du groupe socialiste à l'Assemblée nationale et Henri Emmanueli, député des Landes.
Pour les élections législatives de 1997, au titre de la parité Homme-Femme, la convention d'investiture nationale du Parti socialiste sollicite la candidature de Dominique Soubie, l'épouse de Jean-Pierre Soubie, qui décline l'offre, puis de Conchita Lacuey, adjointe au maire de Floirac, qui accepte de se porter candidate. Malgré cette candidature socialiste officielle, Jean-Pierre Soubie se présente en tant que socialiste dissident et est éliminé au 2e tour. Conchita Lacuey est finalement élue sur la 4e circonscription de la Gironde.
Dans le cadre de ses activités parlementaires, outre les sujets locaux girondins et aquitains, Pierre Garmendia est intervenu sur des sujets généraux concernant : la politique de la ville, la gendarmerie, l'Europe avec notamment l'entrée de l'Espagne dans la CEE en 1986, la politique étrangère, les problèmes pétroliers. Localement, il œuvra pour initier et faire financer la construction de la rocade de la rive droite (rocade est) construite de 1984 à 1993 et reliée à la rive gauche au sud par le pont d'Arcins, inauguré en 1993 par Mitterrand et rebaptisé Pont François-Mitterrand en 1997.

### Maire de Floirac
Il est élu maire de Floirac en 1995, en battant le conseiller général RPR Jean-Claude Thomilla. En effet, le maire socialiste de Floirac de 1980 à 1995, Jean Darriet (1931-2018), qui connut un moment médiatique dans les années 1980-90 en affrontant Brigitte Bardot qui avait porté plainte contre lui pour les cruautés infligées aux taureaux des corridas de la ville, ne se représente pas. En effet la gestion financière de sa ville, et notamment celle des arènes municipales, le conduit à se retirer en 1995. Le PS local a alors appelé à la rescousse le député Garmendia pour tenter d'empêcher l'élection alors attendue du RPR Jean-Claude Thomilla, déjà conseiller général de la ville. Il crée sur Floirac des zones d'activités économiques en zone franche, grâce à ce dispositif mis en place en 1996 sous le gouvernement Juppé.
Comme il l'avait annoncé à la fin de son 5e mandat de député en 1997, il ne se représente pas aux élections municipales de 2001 et quitte cette même année la vie politique. Conchita Lacuey est élue maire en 2001.

### Conseiller général en 1992 et défaite amère de 1998
En mars 1992, il est élu au Conseil général de la Gironde sur le canton de Cenon, succédant à René Bonnac. Il est vice-président délégué au personnel. Philippe Madrelle est président et Alain Rousset 1er vice-président. Aux élections cantonales suivantes de 1998, il se représente cette fois sur le canton de Floirac, dont il est maire du chef-lieu du canton. Il est confirmé comme candidat socialiste officiel. C'était sans compter sur Jean-Paul Soubie, son suppléant, maire socialiste de Tresses, commune du canton de Floirac, qui se présente également. Les deux socialistes sont au second tour, Garmendia en tête, mais Soubie ne respecte pas la discipline républicaine en refusant de s'effacer devant le candidat de Gauche le mieux placé. Il est exclu du Parti socialiste, mais l'emporte sous l'étiquette divers gauche, avec probablement quelques voix de droite. Ce conflit prend son origine dans l'investiture à la députation de 1995 par les instances nationales en faveur d'une femme, à la grande déception de Jean-Pierre Soubie qui s'était malgré tout présenté et avait été battu. De cet épisode subsiste un « conflit très lourd entre les deux hommes ».

### Vie privée
Il se marie en septembre 1949 avec Étiennette Thermes (1924-2013). Elle est fille de cheminot et couturière à Bordeaux. Ils auront deux fils, Michel né en 1955 et Christian né en 1956. Michel Garmendia est président du Club athlétique de Lormont. Claude Thermes, beau-frère de Pierre Garmendia, a été adjoint du maire de Cestas, Pierre Ducout.
Son frère Vincent Garmendia est agrégé d'espagnol et docteur ès Lettres, professeur émérite. Il a enseigné à l'Université Michel de Montaigne-Bordeaux III jusqu'en 2003. De 1985 à 1990, il est directeur de l'Institut français de Barcelone et attaché culturel pour la Catalogne et les Baléares.

### Hommages
Pierre Garmendia meurt le 5 février 2016 à l'âge de 91 ans.
Une salle des sports et de la culture de Floirac et une place de Cenon portent son nom.

## Mandats

### Député
- 30 novembre 1980 - 22 mai 1981 : Député de la 4e circonscription de la Gironde (élu lors d'une élection partielle, en remplacement de M. Philippe Madrelle, élu sénateur)[33]
- 21 juin 1981 - 1er avril 1986 : Député de la 4e circonscription de la Gironde[34]
- 16 mars 1986 - 14 mai 1988 : Député de la 4e circonscription de la Gironde[34]
- 5 juin 1988 - 1er avril 1993 : Député de la 4e circonscription de la Gironde[34]
- 28 mars 1993 - 21 avril 1997 : Député de la 4e circonscription de la Gironde[34]

### Maire
- Adjoint au maire de Cenon, chargé des sports de 1969 à 1977
- Premier adjoint au maire de Cenon en 1977 et 1983[14]
- Maire de Floirac[35], de 1995 à 2001

### Autres mandats
- Conseiller général du canton de Cenon de 1992 à 1998
- Vice-président de la Communauté urbaine de Bordeaux (CUB) de 1989 à 1992, chargé de l'éducation[26]
- Conseiller régional d'Aquitaine 1978 à 1981[7] (non élu, sous la présidence d'André Labarrère)
- Conseiller régional d'Aquitaine 1981 à 1986 (non élu, sous la présidence de Philippe Madrelle ; vice-président chargé de l'administration générale en avril 1982)
- Président de la Mission locale pour l'emploi des jeunes des Hauts de Garonne de 1982 à 2015[36]
- Président fondateur de l'association « Hauts de Garonne Développement » de 1988 à 2013[37]
- Président du groupe parlementaire d'amitié France-Espagne en 1983 lors de la VIIe législature (en remplacement de Pierre Guidoni devenu Ambassadeur de France à Madrid)[14]
- Président de l'association « Les Amis de René Cassagne »[38]

## Décorations
- Chevalier de la Légion d'honneur (1998)[39]
- Commandeur de l'ordre d'Isabelle la Catholique (Espagne)[40] (1986)
- Chevalier de l'ordre des Palmes académiques[40]
- Médaille d'argent de la Jeunesse et des Sports[41]
- Médaille d'argent de la fédération française de rugby[41]
- Grand-commandeur de l'ordre national du mérite du Gabon[41]